# Kheira Hamraoui
Kheira Hamraoui (født 13. januar 1990) er en fransk fodboldspiller, der spiller for for Primera División klubben FC Barcelona og Frankrigs landshold. Hun spiller midtbane.